# Alencastro Carneiro da Fontoura
Alencastro Carneiro da Fontoura (? — ?) foi um político brasileiro.
Foi eleito  deputado estadual, à 21ª Legislatura da Assembleia Legislativa do Rio Grande do Sul, de 1891 a 1895.